# Wassyl Stus

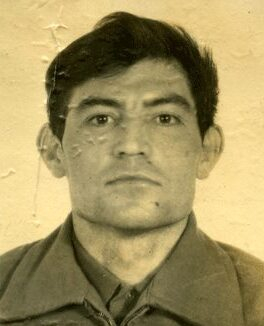
Wassyl Stus 1980, KGB-Fotografie

Wassyl Semenowytsch Stus (ukrainisch Василь Семенович Стус, wiss. Transliteration Vasyl' Semenovyč Stus; * 6. Januar 1938 in Rachniwka, Oblast Winnyzja; † 4. September 1985 in Kutschino, Gulag Perm-36, Oblast Perm) war ein ukrainischer Dichter, Publizist, sowjetischer Dissident und ein Menschenrechtsaktivist. Er war einer der engagiertesten Vertreter einer ukrainischen kulturellen Autonomie in den 1960er Jahren und wurde dafür zu insgesamt 23 Jahren in Straflagern und Verbannung verurteilt.

## Leben
Stus wurde 1938 als Bauernsohn in einem Dorf in Podolien geboren, im gleichen Jahr übersiedelten seine Eltern mit ihm in die Stadt Stalino (heute Donezk), um dem Großen Terror nach Stalinischen Säuberungen, Entkulakisierung, Zwangskollektivierung und Holodomor zu entgehen. Großen Einfluss auf sein kindliches Gemüt hatten die teilweise wehmütigen Lieder, die seine Mutter für ihn sang. Nach dem Mittelschulabschluss studierte Stus am Pädagogischen Institut in Stalino an der geschichts- und literaturwissenschaftlichen Fakultät. Zwischen Studienabschluss und Beginn des zweijährigen Armeedienstes arbeitete er 1958 drei Monate als Lehrer in Haiworona in der Oblast Kirowohrad. Während seiner Studien- und Armeezeit begann er zu schreiben und entdeckte Dichter wie Goethe oder Rilke für sich; er soll mehrere hundert Gedichte der beiden deutschen Dichter ins Ukrainische übertragen haben, sie sind durch Beschlagnahmung verschollen. 1959 veröffentlichte er erste Gedichte in sowjetischen Zeitschriften.
Nachdem Stus 1960 aus der Armee entlassen worden war, schrieb er drei Jahre lang als Redakteur für die Zeitschrift Sozialistitscheski Donbass (Sozialistisches Donbass), bevor er 1963 eine Aspirantenstelle am Literaturinstitut an der Akademie der Wissenschaften in Kiew antrat. 1963 erschien eine Auswahl von Gedichten in einer Literaturzeitschrift. Als der Dichter 1965 an einer Protestaktion gegen die Inhaftierung ukrainischer Intellektueller teilnahm, kostete ihn dies den Studien- und Arbeitsplatz am Institut. Er nahm Arbeiten auf dem Bau, als Heizer und in einem Konstruktionsbüro an und hatte parallel eine sehr produktive dichterische Phase. 1965 hatte er geheiratet, und 1966 wurde der Sohn Dmytro geboren.
Als Stus noch 1965 versuchte, seinen ersten Gedichtband Kruhowert (Круговерть) zu publizieren, wurde ihm dies vom Verlag verweigert; auch eine zweite Lyriksammlung Symowi derewa (Зимові дерева – Winterbäume) lehnte man trotz wohlwollender Kollegen-Rezensionen ab – sie fand jedoch durch den Samisdat Verbreitung und gelangte auf diesem Weg nach Belgien. 1970 wurde das Buch in Brüssel veröffentlicht. Daraufhin wurde Stus „antisowjetischer Umtriebe“ bezichtigt.
In der Folgezeit schrieb Stus kritisch gegen das herrschende System und seine nach der Tauwetter-Periode neu erstarkenden restaurativen Tendenzen an: seine offenen Briefe richteten sich an den Schriftstellerverband, das KP-Zentralkomitee und an die Werchowna Rada und protestierten gegen die Inhaftierung von Kollegen, gegen den wiedererwachenden Personenkult und Menschenrechtsverletzungen. Nachdem er sich zu Beginn der 1970er Jahre in neu entstehenden Menschenrechtsgruppen beteiligt hatte, wurde er im Januar 1972 wegen „antisowjetischer Agitation und Propaganda“ verhaftet und im Herbst des Jahres zu fünf Jahren Zwangsarbeit und drei Jahren Verbannung verurteilt. Er verbrachte die Haftzeit in verschiedenen Straflagern in Mordwinien, unter anderem im Sonderlager DubrawLag, unterbrochen nur von Krankenhausaufenthalten wegen eines schweren Magenleidens. Seine Gedichte wurden regelmäßig beschlagnahmt und vernichtet, einige konnte er in Briefen an seine Frau weitergeben, und ein Text, in dem er den KGB angriff, wurde in die USA geschmuggelt und in New York veröffentlicht.
1977 wurde er an seinen Verbannungsort Matrosowa in der Oblast Magadan im äußersten Osten Russlands geschickt, wo er bis 1979 in einer Goldmine arbeitete.
Als Stus im Herbst 1979 nach Kiew zurückkehrte, nahm er Kontakt zu der dortigen Helsinki-Menschenrechtsgruppe auf, deren Mitglieder Repressionen ausgesetzt waren. Seinen Lebensunterhalt verdiente er, obwohl gesundheitlich angeschlagen, als Industriearbeiter. Im Mai 1980 wurde er erneut verhaftet und diesmal – als „besonders gefährlicher Wiederholungstäter“ – zu 10 Jahren Zwangsarbeitslager und 5 Jahren Verbannung verurteilt. Vor Gericht hatte Stus die Verteidigung durch den Anwalt Wiktor Medwedtschuk, der eine höhere Strafe als der Staatsanwalt forderte, abgelehnt und versucht, sich selbst zu verteidigen; daraufhin war er aus dem Gerichtssaal gewiesen und in Abwesenheit verurteilt worden.
In den fünf ihm verbleibenden Jahren Lagerhaft im Lager Perm 36 bei Kutschino wurde Stus kein Besuch seiner Familie gestattet. 1983 gelangten dennoch Notizen aus der Lagerhaft in den Westen, und 1985 schlug eine internationale Gruppe von Schriftstellern und Künstlern Stus zum Literaturnobelpreis vor.
Am 28. August 1985 wurde Stus im Lager wegen „Verletzung der Kleiderordnung“ mit Karzerhaft bestraft und protestierte dagegen durch einen Hungerstreik. In der Nacht vom 3. auf den 4. September starb Wassyl Stus, vermutlich an Unterkühlung. Begraben wurde er auf dem Lagerfriedhof in der Ortschaft Borisowo; seiner Familie wurde eine Bestattung in der Heimat mit der Begründung verweigert, seine Haftzeit sei noch nicht abgelaufen.
1989 überführte man Stus’ sterblichen Überreste zusammen mit denen zweier weiterer Häftlinge nach Kiew und beerdigte ihn dort auf dem Baikowe-Friedhof. Seine Arbeiten erschienen in den Folgejahren in mehreren Ausgaben.

## Andenken
1989 wurde der Wassyl-Stus-Preis ins Leben gerufen.
Am 19. November 2022 im Rahmen des Münchner Literaturfestivals, wurde die Kammeroper „Wassyl Stus: Der Passant“, eine multimediale Interpretation von Stus'  Gedichten aufgeführt.
Am 28. Januar 2024 veranstaltete die Stiftung Ukrainer in den Niederlanden zusammen mit dem Vortragsprojekt Nomadische Boekenplank in Amsterdam im Rahmen des Stus-Festivals Gedenkabend an Wassyl Stus. An dem Festival nahm auch die Schwester des im Krieg gefallenen Maksym Krywtzow, Anastasia, teil, die zum Gedenken an die getöteten Dichter und zur Ehrung der lebenden Dichter aufrief.
Am 17. Oktober 2024 eröffnete das Pilecki Institute in Berlin in Zusammenarbeit mit der Heinrich-Böll Stiftung und dem Stus Center die erste internationale Ausstellung zu Wassyl Stus. Bei der Eröffnung wurden die Übersetzungen von Stus' Werken ins Deutsche präsentiert. An der Veranstaltung nahmen unter anderem der Botschafter der Ukraine in Deutschland Oleksij Makejew, polnischer Botschafter Jan Tombinski und die deutsche Kulturstaatsministerin Claudia Roth teil.

## Auszeichnungen und Ehrungen
- 1982 Antonowytsch-Preis
- Im Jahr 1991, nach der Auflösung der Sowjetunion, verlieh man Stus postum für sein Gesamtwerk den staatlichen Taras-Schewtschenko-Preis der Ukraine.[15]
- 2005 wurde er vom ukrainischen Präsidenten zum Held der Ukraine ernannt.[16]
- 2008 erschien eine ukrainische Briefmarke im Wert von 70 Kopeken zu seinen Ehren, die hinter einem Stacheldrahtzaun mehrere Gebäude eines Lagers zeigt.
- 2008 wurde von der Ukrainischen Nationalbank eine Gedenkmünze im Wert von 2 Griwna geprägt, die auf der Rückseite ein Porträt des Dichters nach einem Mosaik der ukrainischen Künstlerin Alla Horska zeigt.
- 2025 wurde ein Asteroid nach ihm benannt: (548715) Stus.[17]

## Werke
Gedichtsammlungen
- Kruhowert (Круговерть – Wirbel), 1965
- Symowi derewa (Зимові дерева – Winterbäume), 1965
- Wesselyj zwyntar (Веселий цвинтар – Fröhlicher Friedhof), 1971
- Tschas twortschosti (Час творчості – Dichtenszeit), 1972
- Palimpseste (Палімпсести), 1986
- Поезії Стихи (Poesie), 2009

auf Deutsch
- Angst – ich bin dich losgeworden. Ukrainische Gedichte aus der Verbannung. Iwan Switlytschnyj; Jewhen Swerstjuk; Wassyl Stus. Aus d. Ukrain. übers. von Anna-Halja Horbatsch. Gerold und Appel, Hamburg 1983, ISBN 3-7604-0061-2.
- Ein Dichter im Widerstand. Aus dem Tagebuch des Wassyl Stus. Aus d. Ukrain. von Anna-Halja u. Marina Horbatsch. Gerold und Appel, Hamburg 1984, ISBN 3-7604-0065-5.
- Du hast Dein Leben nur geträumt, Auswahl aus der Gedichtsammlung Palimpseste. Aus d. Ukrain. übers. von Anna-Halja Horbatsch. Gerold und Appel, Hamburg 1987, ISBN 3-7604-0070-1.
- Wassyl Stus. Versensporn – Heft für lyrische Reize Nr. 51. Hrsg. von Tom Riebe. Edition POESIE SCHMECKT GUT, Jena 2022, 120 Exemplare.[18]